# Les Roches du Diable (Miniac-sous-Bécherel)
Pour les articles homonymes, voir Roches aux Diables.
Les Roches du Diable sont un ensemble mégalithique situé à Miniac-sous-Bécherel dans le département français d'Ille-et-Vilaine.

## Historique
L'ensemble est classé monument historique en 1960.

## Description
L'ensemble est constitué de deux blocs en dolérite, d'origine locale, qui leur donne une forme basse et ronde caractéristique. L'un est debout, l'autre est renversé. Ils sont entourés d'une soixantaine de blocs de pierre plus petits, qui constituaient probablement un ensemble d'assez grande envergure, et entourés par un bosquet d'arbres. 

## Folklore
Selon une légende, des bergers auraient voulu dresser les deux pierres dans la journée. Ils en auraient levé une avant le repas du milieu de journée, mais auraient ensuite préféré faire la sieste plutôt que de lever la seconde.